# Cristian Guzmán
Pour les articles homonymes, voir Guzmán.
Cristian Antonio Guzmán (né le 21 mars 1978 à Saint-Domingue en République dominicaine) est un joueur d'arrêt-court au baseball qui joue en Ligues majeures de 1999 à 2010, notamment pour les Twins du Minnesota et les Nationals de Washington. 

## Biographie

### Twins du Minnesota
Cristian Guzmán est recruté comme agent libre amateur le 24 août 1994 par les Yankees de New York. Encore joueur de Ligues mineures, il est transféré chez les Twins du Minnesota le 6 février 1998 à l'occasion d'un échange impliquant le joueur vedette Chuck Knoblauch.
Guzmán fait ses débuts en Ligue majeure avec les Twins le 6 avril 1999. Rapide coureur, il est le meneur du baseball majeur à trois reprises pour les triples : avec 20 en 2000, puis avec 14 en 2001 et 2003. En 2001, il représente Minnesota au match des étoiles.
Il connaît chez les Twins deux saisons d'au moins 25 buts volés (2001 et 2002) et quatre de suite (2000 à 2003) avec au moins 50 points produits. Sa moyenne au bâton s'élève à ,302 en 2001.

### Nationals de Washington
Devenu agent libre à l'issue de la saison 2004, il s'engage pour quatre saisons avec les Nationals de Washington le 16 novembre 2004.
Il est opéré pour une blessure à l'épaule et rate toute la saison 2006 ainsi qu'une partie de 2007.
Il frappe pour ,328 en 2007 malgré du temps de jeu limité (46 parties jouées) après son retour. En 2008, il établit un record d'équipe des Nationals avec 183 coups sûrs en une saison. Il connaît une excellente saison avec une moyenne au bâton de ,316 et 55 points produits lui valant sa seconde invitation en carrière à la partie d'étoiles. 

### Rangers du Texas
Le 30 juillet 2010, Guzman est échangé par les Nationals. Il passe aux Rangers du Texas en retour des lanceurs Ryan Tatusko et Tanner Roark. Guzman, qui est utilisé au deuxième but par les Rangers, avait initialement refusé la transaction, avant de finalement renoncer à se prévaloir du droit de veto associé à son contrat. Il devient agent libre après la saison 2010.
Il ne joue pas au baseball en 2011, invoquant des raisons familiales.

### Indians de Cleveland
Le 22 février 2012, il signe un contrat des ligues mineures avec les Indians de Cleveland. Il est libéré le 28 mars à la fin de l'entraînement de printemps.

## Statistiques
| Saison | Équipe     | G    | AB   | R   | H    | 2B  | 3B | HR | RBI | SB  | BA    |
| ------ | ---------- | ---- | ---- | --- | ---- | --- | -- | -- | --- | --- | ----- |
| 1999   | Minnesota  | 131  | 420  | 47  | 95   | 12  | 3  | 1  | 26  | 9   | 0,226 |
| 2000   | Minnesota  | 156  | 631  | 89  | 156  | 25  | 20 | 8  | 54  | 28  | 0,247 |
| 2001   | Minnesota  | 118  | 493  | 80  | 149  | 28  | 14 | 10 | 51  | 25  | 0,302 |
| 2002   | Minnesota  | 148  | 623  | 80  | 170  | 31  | 6  | 9  | 59  | 12  | 0,273 |
| 2003   | Minnesota  | 143  | 534  | 78  | 143  | 15  | 14 | 3  | 53  | 18  | 0,268 |
| 2004   | Minnesota  | 145  | 576  | 84  | 158  | 31  | 4  | 8  | 46  | 10  | 0,274 |
| 2005   | Washington | 142  | 456  | 39  | 100  | 19  | 6  | 4  | 31  | 7   | 0,219 |
| 2007   | Washington | 46   | 174  | 31  | 57   | 6   | 6  | 2  | 14  | 2   | 0,328 |
| 2008   | Washington | 138  | 579  | 77  | 183  | 35  | 5  | 9  | 55  | 6   | 0,316 |
| 2009   | Washington | 135  | 531  | 74  | 151  | 24  | 7  | 6  | 52  | 4   | 0,284 |
| 2010   | Washington | 89   | 319  | 44  | 90   | 11  | 4  | 2  | 25  | 4   | 0,282 |
| 2010   | Texas      | 15   | 46   | 4   | 7    | 1   | 0  | 0  | 1   | 0   | 0,152 |
| Totaux | Totaux     | 1406 | 5382 | 727 | 1459 | 238 | 89 | 62 | 467 | 125 | 0,271 |

| Saison | Équipe    | G  | AB | R | H  | 2B | 3B | HR | RBI | SB | BA    |
| ------ | --------- | -- | -- | - | -- | -- | -- | -- | --- | -- | ----- |
| 2002   | Minnesota | 10 | 39 | 6 | 9  | 3  | 0  | 1  | 2   | 2  | 0,231 |
| 2003   | Minnesota | 4  | 13 | 1 | 2  | 0  | 0  | 0  | 0   | 0  | 0,154 |
| 2004   | Minnesota | 4  | 15 | 2 | 5  | 0  | 0  | 0  | 0   | 1  | 0,333 |
| Totaux | Totaux    | 18 | 67 | 9 | 16 | 3  | 0  | 1  | 2   | 3  | 0,239 |

Note : G = Matches joués ; AB = Passages au bâton; R = Points ; H = Coups sûrs ; 2B = Doubles ; 3B = Triples ; 
HR = Coup de circuit ; RBI = Points produits ; SB = Buts volés ; BA = Moyenne au bâton.